# 天津外国语学院沈履伟剽窃案
天津外国语学院沈履伟剽窃案，是指发生在2005年中国天津外国语学院的沈履伟剽窃事件。此案涉及在中华人民共和国法律中，如何判断知识产权保护以及名誉权保护之间的关系和界定。

## 概述

### 起因
沈履伟为申请正教授职称，在其出版的论文集《求是集》（天津古籍出版社2003年出版）中严重抄袭他人公开发表的论文10余篇。2004年8月，天津市语言学会在学术批评网上发表《关于天津外国语学院教师沈履伟求是集的剽窃问题———天津市语言学会致天津市有关领导和天津外国语学院的公开信》，向学校进言建议采取措施维护学术正气。2004年10月14日，天津外国语学院作出《关于沈履伟同志“违反学术规范”问题的处理意见》，指出“给予该同志通报批评，并责成本人做出深刻检查，消除不良影响”的处理决定。

### 诉讼
沈履伟认为天津语言学会举报内容严重失实，以名誉权受到侵害为由将语言学会和学术批评网告到法院。2005年5月30日，天津市河西区人民法院判决认定沈履伟不是剽窃，天津市语言学会败诉。
2006年1月5日，天津市二中院作出终审判决，最终认定沈履伟在其出版的专著《求是集》中收录的涉案13篇文章构成了对他人作品的剽窃，而天津市语言学会不构成侵犯名誉权。撤销原审法院判决，判决天津市语言学会胜诉。

### 舆论
沈履伟剽窃案引起学术界震怒，贺卫方、李国英、杨玉圣、王逸舟、邓正来、伍铁平、黄安年、李建平、郑永流、龙卫球等学术界教授联名写公开信对此斥责。